# Robert von Hornstein

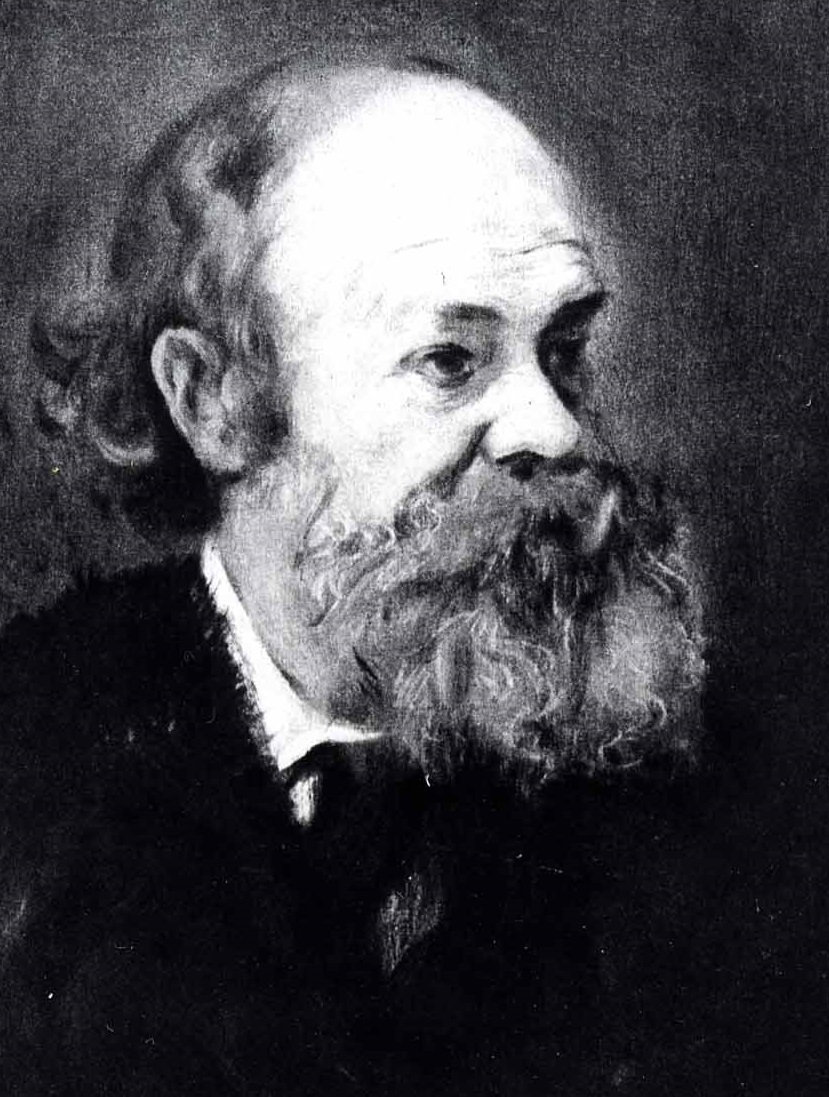
Robert von Hornstein, spätes Porträt (Ölgemälde) von Franz von Lenbach

Robert Freiherr von Hornstein (* 5. Dezember 1833 in Donaueschingen; † 19. Juli 1890 in München) war ein deutscher Adliger und Komponist.

## Leben
Robert von Hornstein entstammte dem schwäbischen Adelsgeschlecht von Hornstein und erbte 1861 von seinem Vater Ferdinand von Hornstein die Besitztümer am Hohenstoffeln. Seine Mutter Emilie geb. Kirsner war eine Schwester des Apothekers und badischen Politikers Ludwig Kirsner. 
Robert von Hornstein wuchs überwiegend in Donaueschingen auf. Sein musikalisches Talent erhielt frühe Nahrung durch das dort von Karl Egon II. zu Fürstenberg unterhaltene Musikleben. Durch seine Herkunft freigestellt vom Erwerbsleben, vervollständigte er seine musikalische Ausbildung durch Studienjahre in Stuttgart, Dresden und Frankfurt, bis er sich in München endgültig niederließ. Er machte sich einen Namen als fruchtbarer Komponist von Liedern, Ballettmusiken, Operetten und Opern sowie als origineller und geschätzter Gast bei Gesellschaften. Neben seinen populären Liedern, die zu seinen Lebzeiten sieben Auflagen erreichten, waren die Operette Adam und Eva (1870), Text von Paul Heyse und das Ballett Der Blumen Rache (1871) nach einem Gedicht von Ferdinand Freiligrath erfolgreich. 
Hornstein heiratete 1860 Charlotte geb. Lehne und bewohnte mit ihr, abwechselnd mit dem Münchner Stadthaus, deren Familiensitz in Winkel am Mittelrhein. Zu den Verfassern seiner Libretti zählte Paul Heyse, der in München zeitweise im Haus der Hornsteins wohnte. Häufiger Gast im Hause war außerdem Ludwig Pfau, der dem Paar 1874 die junge, nach dem Tode ihres Vaters Hermann Kurz frisch nach München gezogene Isolde Kurz vorstellte. Charlotte von Hornbach nahm die zwanzigjährige ambitionierte junge angehende Schriftstellerin „unter ihre Fittiche“: „Ich wußte sogleich, daß ich dieser Frau unbedingt vertrauen durfte und daß ich sie nie wieder aus meinem Leben verlieren würde“, schrieb die Kurz über vier Jahrzehnte später in ihren Erinnerungen.
Hornsteins Sohn Ferdinand von Hornstein veröffentlichte 1911 die beiden Bittbriefe Richard Wagners an seinen Vater, die dieser abschlägig beantwortet hatte, was ihm eine maßlos abwertende Darstellung in Wagners Autobiografie Mein Leben eintrug. Außerdem gab er Robert von Hornsteins Memoiren heraus (München, Süddeutsche Monatshefte, 1908).
Hornsteins Tochter Charlotte (1861–1941) heiratete 1896 den Kunstmaler Franz von Lenbach, der seinen Schwiegervater porträtierte.
Hornsteins Tochter Marion (1870–1948) heiratete 1890 den aus einer Bankiersfamilie stammenden Kunstsammler Giorgio Gioacchino Franchetti (1865–1922).

## Zitat
„Mit dem eben erwähnten jungen Komponisten, Freiherrn Robert von Hornstein, war ich von Wien her bekannt, wo er eine recht graziöse Operette ‚Die Pagen von Versailles‘ ohne Erfolg zur Aufführung gebracht hatte. ‚Ich bin durchg’falle!‘ rief er lachend in seinem treuherzigen schwäbischen Dialekt, als er nach der Vorstellung in unser Gastzimmer eintrat, wo wir etwas verlegen seiner Ankunft entgegensahen. Er setzte sich gleich vergnügt zu Tische und zerpflückte ein Brathuhn mit allen zehn Fingern, wobei seine Äuglein in dem jungen breiten Sokratesgesicht schier verschwanden. Sein Äußeres und seine formlosen verwilderten Manieren ließen nicht leicht weder den Freiherrn noch den Mann von Geist erkennen. Er brachte mir einige Hefte melodiöser, frischer Lieder, die mich durch die jetzt so selten gewordene Eigenschaft der Naivität und natürlichen Sangbarkeit anmuteten. Warum konnte es Hornstein doch niemals zu einem rechten Erfolg bringen? Hat er zu wenig Talent oder zu viel Geld gehabt? Ich glaube letzteres. Hornstein war eine bequeme Natur und von Haus aus sehr wohlhabend. Er ließ bald die Flügel hängen und scheint in den letzten dreißig Jahren seines Lebens nichts mehr veröffentlicht zu haben. Sehr unterhaltend wußte er von seinem Umgang mit R. Wagner in Zürich zu erzählen. Als Wagner seines Aufenthalts bei Wesendonk in Zürich überdrüssig geworden, schrieb er an Hornstein, er wünsche auf dessen Landgut mit Muße an seinen ‚Nibelungen‘ zu arbeiten. Hornstein hatte nicht bloß, wie Gregorovius in Zürich, von Wagners ‚Heldentaten des Egoismus‘ erzählen hören, er kannte sie aus eigener Anschauung. Die Ehre, einen so kostspieligen und explosiven Gast zu beherbergen, mochte er seiner Familie doch nicht zufügen und entschuldigte sich in artigster Weise. Hierauf erwiderte ihm Wagner in einem kurzen, gereizten Brief, Hornstein werde es noch bitter bereuen, daß er diese Gelegenheit, durch Wagners Aufenthalt berühmt zu werden, sich habe entgehen lassen.“